# A View to a Kill (sång)
A View to a Kill är en singel av Duran Duran, utgiven i maj 1985. Den är ledmotiv till James Bond-filmen med samma namn, Levande måltavla på svenska, och blev en stor hit i hela världen. Den nådde förstaplatsen på Billboard Hot 100 och låg tre veckor på andraplatsen på brittiska singellistan. I Sverige blev den etta på både Sverigetopplistan och Trackslistan. Den blev den sista inspelningen med originalsättning av bandet på nästan 20 år.

## Låtlista
7" Singel
1. A View to a Kill - 3:34
2. A View to a Kill (That Fatal Kiss) - 2:28

CD-singel
(Inkluderad i Singles Box Set 1981-1985)
1. A View to a Kill - 3:34
2. A View to a Kill (That Fatal Kiss) - 2:28

## Listplaceringar
| Lista (1985)   | Topplacering |
| -------------- | ------------ |
| Frankrike      | 11           |
| Nederländerna  | 3            |
| Norge          | 2            |
| Nya Zeeland    | 13           |
| Schweiz        | 7            |
| Storbritannien | 2            |
| Sverige        | 1            |
| Österrike      | 6            |